# 미우라 리에코
미우라 리에코(일본어: 三浦 理恵子, 1973년 9월 1일 ~ )는 일본 아이돌 그룹 CoCo의 멤버이다. 배우로 활동중이다.

## 성우 활동

### 출연 작품

#### TV 애니메이션
2003년
- ROD(요미코 리드먼)

#### OVA
2001년
- ROD(요미코 리드먼)

## 배우 활동

### 출연 작품

#### 영화
2017년
- 사랑과 거짓말(니사카 마리)